# Genyosha
A Genyosha ("Sociedade do Oceano Escuro" em japonês) foi um influente grupo ultranacionalista e sociedade secreta japonesa, em atividade nos períodos Meiji, Taisho e início do período Showa.